# Tenkterer

Das römische Gallien und rechtsrheinische Germanien um das Jahr 70 n. Chr.

Die Tenkterer (lateinisch Tencteri, altgriechisch Τέγκτηροι, Τέγκτεροι Tenkteroi) waren ein für seine Reitkunst bekannter germanischer Stamm, der ursprünglich am Niederrhein, nördlich der Usipeter, siedelte.
Tacitus erwähnt die Tenkterer in seiner Germania im Zusammenhang mit ihren Reitkünsten. So sollen die Reiter der Tenkterer denselbigen Ruhm wie das Fußvolk der Chatten genossen haben. Auch spielten Pferde von Kindesalter bis zu den Greisen eine große Rolle im Leben der Tenkterer und sollen nach Erbrecht an den Sohn weitergegeben worden sein, welcher sich im Kriege die höchsten Auszeichnungen verdiente.
Von den Sueben verdrängt, überschritten die Tenkterer zusammen mit den Usipetern im Winter 56/55 v. Chr. den Rhein und gerieten dabei in Konflikt mit Gaius Iulius Caesar. Dieser ließ schließlich bedeutende Teile der beiden Völker (inklusive Frauen und Kindern) niedermachen (Massaker an Usipetern und Tenkterern). In einem Bündnis mit den germanischen Stämmen der Usipeter und der Sugambrer überquerten sie etwa 17 v. Chr. den Rhein erneut und besiegten den römischen Statthalter Marcus Lollius (clades Lolliana). Später mussten sie sich im Rahmen der Drusus-Feldzüge (12 bis 8 v. Chr.) den Römern unterwerfen.
Die rhein-wesergermanischen Stämme der Brukterer, Tenkterer, Sugambrer, Usipeter, Chattuarier, Chamaven und Ampsivarier schlossen sich ab dem 3. Jahrhundert n. Chr. zu den Franken zusammen. Später kamen noch die Chatten (Hessen) dazu.